# مدلاين
مدلاين (بالإنجليزية: MEDLINE) هي قاعدة بيانات ببليوغرافية في علوم الحياة والعلوم الحيوية الطبية. تحتوي على معلومات ببليوغرافية حول المجلات الأكاديمية في علوم الطب والتمريض والصيدلة وطب الأسنان والطب البيطري والرعاية الصحية. كما يحتوي مدلاين على مواضيع في علم الأحياء والكيمياء الحيوية وكذلك مجالات التطور الجزيئي والطب الحيوي.
يمكن الوصول إلى مدلاين مجانا من خلال ببمد ومن خلال نظام أنتريه التابع لمركز التقانة الحيوية في المكتبة الوطنية الأمريكية لعلم الطب.